# Buzkashi

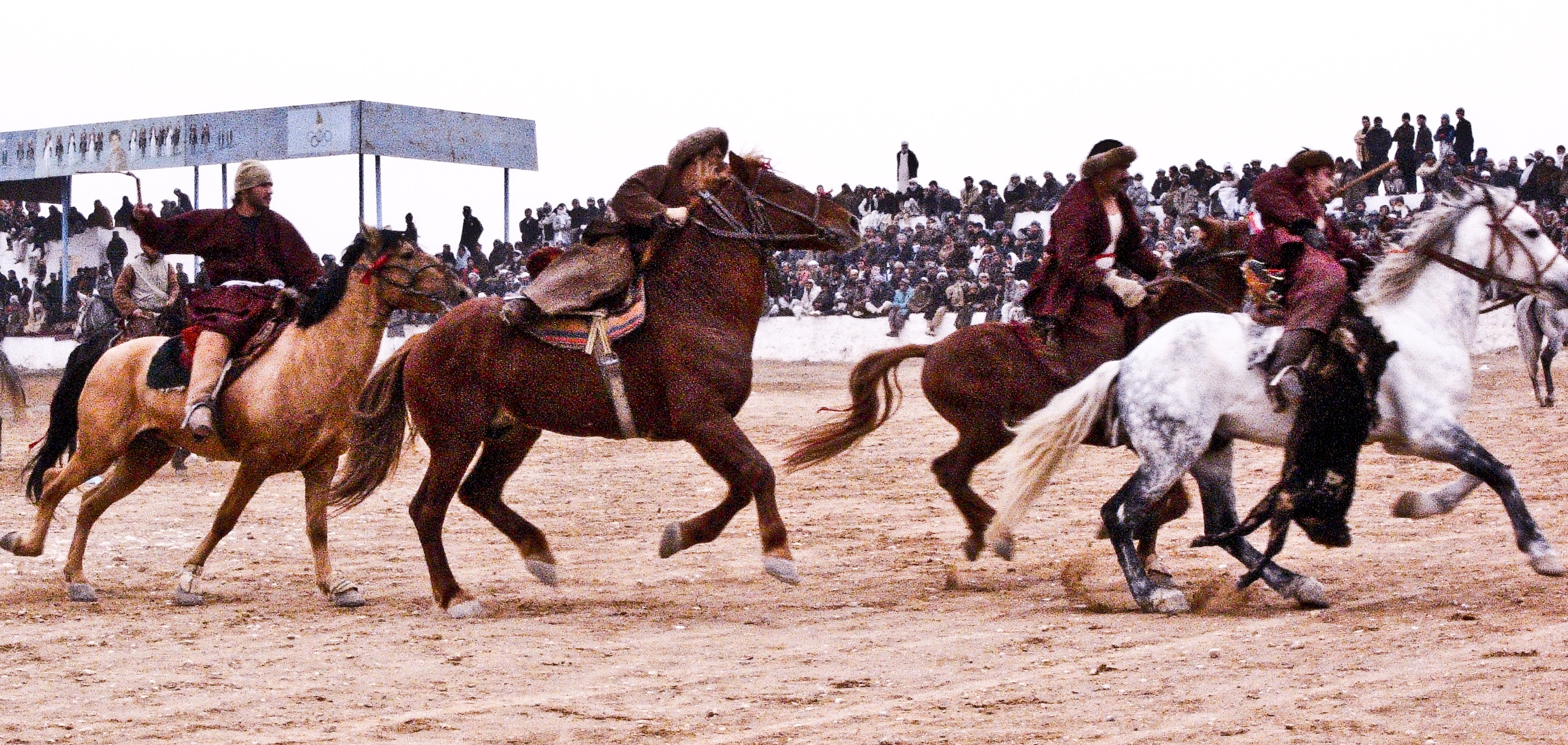
Buzkashi em Mazar i Xarife, no Afeganistão.

Buzkashi, Kok-boru ou Oglak Tartis (em persa: بزکشی, bozkæshī; em tadjique: бузкашӣ, buzkashī: "agarramento de cabra"; em turcomano: kökbörü, "lobo azul"; em cazaque: көкпар; em quirguiz: улак-тартыш) é um esporte coletivo tradicional da Ásia Central, disputado a cavalo.
O jogo foi desenvolvido a partir de uma habilidade comum entre os cavaleiros da estepe asiática: agarrar uma cabra ou um bezerro do chão em pleno galope. O objetivo dos jogadores é agarrar a carcaça sem cabeça de uma cabra, livrar-se dos adversários e arremessá-la através de uma linha de meta, ou então, em outras versões, dentro de um barril ou de um círculo.

## Esporte da Ásia Central
Apesar de ser conhecido basicamente como um esporte do Afeganistão, o Buzkashi originalmente era uma atividade das estepes. Até hoje, é um jogo muito popular entre os povos do sul da Ásia Central, tais como os Pachtuns, Hazaras, Tadjiques, Uzbeques, Quirguizes, Cazaques e Turcomanos. O jogo também é disputado na Turquia, tendo sido levado por imigrantes quirguizes da região de Pamir.
A competição é normalmente muito violenta, já que os jogadores precisam usar de muita força para impedir o avanço do adversário. Os cavaleiros costumam usar roupas pesadas e proteção para a cabeça, a fim de evitar golpes de chicote e botas dos oponentes. Uma partida pode durar vários dias, e a equipe vencedora recebe um prêmio, não necessariamente em dinheiro.
O jogo tem duas formas principais: Tudabarai e Qarajai. No Tudabarai, a forma mais simples, o objetivo é apenas agarrar a cabra e mover-se em qualquer direção, a salvo dos adversários. No Qarajai, os jogadores devem carregar a carcaça através de uma bandeira ou marcador em uma das extremidades do campo, e então jogá-la dentro do "Círculo da Justiça", na outra extremidade. Os cavaleiros carregam também um chicote, normalmente preso entre seus dentes, usado para afastar os adversários.
O Buzkashi é muitas vezes comparado com o Polo. Ambos os esportes são disputados por dois times sobre cavalos, ambos envolvem arremessar um objeto através de uma meta, e ambos são razoavelmente brutais. No entanto, o Polo é disputado com uma bola, enquanto que o Buzkashi usa uma cabra morta. Um jogo de Polo tem uma duração fixa, em torno de uma hora, enquanto que uma disputa de Buzkashi tradicional pode durar dias, embora a versão de campeonato, regulamentada nas últimas décadas, também tenha um tempo limitado.

## Na cultura popular
No filme Rambo III houve em uma cena, uma disputa de Buzkashi entre os afegãos e o próprio John Rambo foi convidado a participar da disputa e colocando o animal no circulo, logo em seguida os caças do exercito Soviético chegam para atacar os rebeldes afegãos.
O curta-metragem norte-americano Buzkashi Boys de 2012 tem o esporte como sua temática central. O filme foi indicado ao Oscar de melhor curta-metragem em live action em 2013.